# Nannochlora
Nannochlora is een geslacht van weekdieren uit de klasse van de Gastropoda (slakken).

## Soort
- Nannochlora cassiniensis (E. A. Smith, 1894)